# Soetomo
Dr. Raden Soetomo (Ngepeh, Nganjuk, 30 juli 1888 - Soerabaja, 30 mei 1938), was een Indonesisch arts en nationalist.
In het jaar 1903 begon Soetomo met de STOVIA (School tot Opleiding van Inlandsche Artsen) in Jakarta. Samen met studiegenoten richtte hij in 1908 de vereniging Budi Utomo op, de eerste nationalistische beweging in voormalig Nederlands-Indië. Nadat hij in 1911 zijn studie voltooid had, werkte hij als overheidsarts in verschillende streken op Java en Sumatra. In 1917 trouwde hij met een Nederlandse verpleegster. Van 1919 tot 1923 vervolgde hij zijn artsenstudie in Nederland. In 1924 richtte Soetomo de Indonesische Studieclub op in Soerabaja, in 1930 richtte hij de Partai Bangsa Indonesia (PBI) op, die in 1935 fuseerde met Budi Utomo tot de Parindra (Partai Indonesia Raya).
Het grootste deel van zijn eigen energie richtte Soetomo echter niet op partijpolitiek maar op het verbeteren van de directe economische en sociale welvaart van de inheemse gemeenschap. Hij initieerde de vestiging van de eerste inheemse bank, de Bank Nasional Indonesia, en de eerste inheemse verzekeringsmaatschappij, Bumi Putra. Verder wendde hij zijn invloed aan voor de vestiging van de coöperatieve boeren-organisatie Rukun Tani en verschillende weeshuizen, tehuizen voor leprozen en andere instellingen voor de volksgezondheid.
Soetomo speelde een duidelijke en cruciale rol in de ontwikkeling van het Indonesische nationalisme. Die rol lag vooral in het vormgeven van van een Indonesische sociale identiteit, gesterkt door economische voorspoed. Hij was boven alles erop gericht het sociale en culturele niveau van de inheemse gemeenschap te verhogen door hen de mogelijkheden te geven om hun economische situatie te verbeteren.
Een citaat van Soetomo:
Aan hen die op ons scholden en nog schelden, aan de regering die ons een afzonderlijk plaatsje toewees in de maatschappij en op de scholen, aan allen, die ons beledigden, trapten en nog smaden, aan hen die het woord ‘inlander’ bezigden om ons te krenken, aan u allen, die mede hebt gewerkt om ons het besef op te dringen, dat wij zijn een volk, lui en indolent, dom, vuil, bijgelovig en wreed, ondankbaar en zonder gevoel – aan u allen zeg ik dank, want uw minachting, uw afwijzende houding jegens ons, uw vloekwoorden waren de onwelriekende mest, waarop het zaad der nationaliteit ontkiemde. Dankzij u, onbarmhartige drijvers, zijn we zovele stappen nader tot ons doel: ‘Onszelf’ te zijn.’ (bron: Schulte Nordholt, 1961, Rassendiscriminatie)
Op 30 juli 1981 werd in Soerabaja de Universitas Dr. Sutomo (Unitomo) geopend. Deze telt 12.000 studenten.